# Горизонт (стратиграфическое подразделение)
Горизонт (геохронологический аналог — время) — отложенный в одно и то же время слой осадочных пород, на определённом участке земной поверхности. Региональное стратиграфическое подразделение, объединяющее одновозрастные серии, свиты и их части. Подразделения горизонта объединяются по комплексу литологических и палеонтологических  признаков.  Название горизонту присваивается по месту, где он хорошо представлен и изучен. Также горизонт — это геологический слой или пачка слоёв, выделяемые по произвольному признаку или комплексу признаков. Горизонты подразделяются на лоны.
В четвертичной геологии горизонтом называются отложения, сформированные в течение одного ледникового периода или межледниковья.

## Примеры использования
- Гумеровский горизонт — нижний горизонт турнейского яруса Урала, сложен известняками
- Верейский горизонт московского яруса нижнего карбона,  представлен песчаниками, алевролитами, глинами и известняками. К нему приурочена нефтегазоносность ряда районов[3].
- Московский горизонт — отложения среднего неоплейстоцена[4].